# Госпиталь Валь-де-Грас
Госпиталь Валь-де-Грас (фр. Hôpital d'instruction des armées du Val-de-Grâce, HIA Val-de-Grâce) — французский военный госпиталь, расположенный в 5-м округе Парижа. Архитектурный ансамбль состоит из помещений бывшего одноимённого аббатства, барочной церкви Валь-де-Грас и современных корпусов.

## История
Монастырь был основан в 1621 году французской королевой Анной Австрийской. В 1645 году Анна Австрийская поручила Франсуа Мансару дополнить ансамбль церковью, строительство которой завершилось в 1647 году. В 1666 году Анна Австрийская умерла в апартаментах этого монастыря.
Во время Французской революции монастырь Валь-де-Грас был превращён в госпиталь. На территории госпиталя было организовано военно-медицинское училище, которое сейчас называется фр. École d'application du Service de santé des armées. Это первое медицинское учреждение уровня университетской клиники. Сегодня здесь, в частности, оказывают медицинскую помощь первым лицам государства.